# بيرسي كوين (سياسي)
بيرسي كوين هو محامي وسياسي أمريكي، ولد في 30 أكتوبر 1872، وتوفي في 4 فبراير 1932. نشط حزبياً في الحزب الديمقراطي. وقد انتخب عضو مجلس النواب الأمريكي ‏.